# James McEveley
James Michael "Jay" McEveley (Liverpool, 1985. november 2. –) skót labdarúgó, aki jelenleg a Derby County csapatában játszik.

## Pályafutása

### Blackburn Rovers
McEveley kezdetekben az Everton ifiakadémiáján nevelkedett Wayne Rooney-val együtt, de felnőtt szinten soha nem játszott a csapatban. Később a Blackburn Rovers fiataljai közé került, ahol az edzők a jövő egyik nagy sztárját látták benne. Az első csapatban egy Walsall elleni 2002-es Ligakupa-meccsen. 2003 decemberében kölcsönadták a Burnleynek, hogy értékes tapasztalatokkal gazdagodjon. Kölcsönben megfordult a Gillinghamnél és az Ipswichnél. 2004 októberében egy Premier League meccsen eltörte az akkor a Liverpoolnál játszó Djibril Cisse lábát.

### Derby County
Mivel a Blackburnnél nem jutott sok lehetőséghez, úgy döntött, elfogadja az élvonalba jutásra esélyes Derby ajánlatát 2007 telén. McEveley lett a Kosok első számú balhátvédje, miután Mohammed Camarát kiszorította a kezdőből. A csapatnak sikerült is feljutnia a Premier League-be, a rájátszás döntőjében a West Bromot verték 1-0-ra. McEveley szerezte a Derby első Premiership-gólját a 2007/08-as szezonban.

## Válogatott
A 2003-as korosztályos vb-n még az angol U20-as válogatottban játszott, de utána már a skót U21-es és a skót B csapatban szerepelt. A skót nagyválogatottban 2007. augusztus 22-én mutatkozott be Dél-Afrika ellen.